# Sarcophaga vancouverensis
Sarcophaga vancouverensis är en tvåvingeart som beskrevs av Parker 1918. Sarcophaga vancouverensis ingår i släktet Sarcophaga och familjen köttflugor. Inga underarter finns listade i Catalogue of Life.